# Orthogonioptilum loloense
Orthogonioptilum loloense is een vlinder uit de familie nachtpauwogen (Saturniidae), onderfamilie Saturniinae.
De wetenschappelijke naam van de soort is voor het eerst geldig gepubliceerd door Basquin in 1995.